# Rio Queguay
O rio Queguay é um curso de água localizado no departamento de Paysandú, no Uruguai e afluente da margem esquerda do rio Uruguai.
Seus principais afluentes são o rio Queguay Chico e os arroios de Soto e Quebracho Grande.
Seu comprimento é de 280 km, a área da bacia e de 7.866.